# Махов (Скорушинські гори)
49°15′13″ пн. ш. 19°34′30″ сх. д. / 49.253611111111° пн. ш. 19.575° сх. д.
Махов (слов. Machy, 1202 м) — гірська вершина, що височіє над Зуберцем, яка за словацькою регіоналізацією належить до Скорушинських гір.
Махов розташована на хребті між вершинами Мніх (1110 м) і Копець (1251 м), від яких її відокремлює перевал Прієкова. Південно-східні схили спускаються в Зуберську долину і здебільшого безлісі. З них витікає дуже густа мережа струмків, які з'єднуються в потік Мілотінка, що впадає в Зуберську Воду в Зуберці. На північний захід від вершини Махова тягнеться бічний хребет, що спускається до долин Мрзкого та Малого потоків. Нині ця гряда покрита лісом, але раніше тут були й просіки. Вони вже заросли лісом, але їх ще можна розрізнити на знімках супутникової карти. По головному хребту проходить туристична стежка.

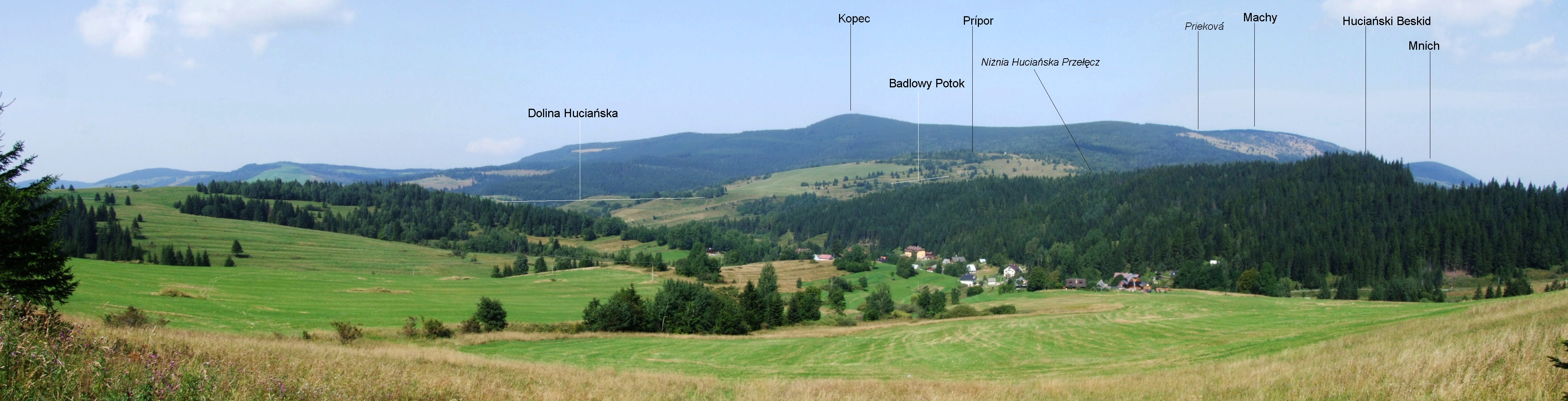
Скорушинські гори